# San Antonio Palopó
San Antonio Palopó é uma cidade da Guatemala do departamento de Sololá.